# 大字折尾
大字折尾（おおあざおりお）は、かつて福岡県北九州市八幡西区に存在していた大字。2001年（平成13年）に消滅した。

## 地理
八幡西区の北部西端に位置し、北に本城地区，浅川地区、東に陣原地区、南に則松地区，西に水巻町に囲まれた、かつての遠賀郡折尾村だった地域である。地形としては小山が多く高低差がある。

## 地域の特徴
古くから交通の要所であり、JR鹿児島本線と筑豊本線が折尾駅で交差している。また、かつては門司から折尾まで西日本鉄道（前身は九州電気軌道）が通っていた。江戸時代には堀川運河が開削され、川ひらた（五平太船）による水運も盛んであったが、鉄道の普及もあり昭和13年にはその幕を閉じている。現在では多くの学校が立地する学園都市となっている。

## 歴史

### 沿革
- 1878年（明治11年）11月1日 - 郡区町村編制法の福岡県での施行により、行政区画としての遠賀郡が発足。遠賀郡折尾村となる。
- 1889年（明治22年）4月1日 - 町村制施行により、折尾村、永犬丸村、則松村、本城村、陣原村の5村が合併し、洞南村が発足。折尾村は洞南村大字折尾となる。
- 1904年（明治37年）7月1日 - 洞南村が改称し、折尾村が発足。洞南村大字折尾は折尾村大字おりおとなる。
- 1918年（大正7年）12月1日 - 折尾村が町制施行し、折尾町が発足。折尾村大字折尾は折尾町大字折尾となる。
- 1944年（昭和19年）12月8日 - 折尾町が八幡市に編入。折尾町大字折尾は八幡市大字折尾となる。
- 1963年（昭和38年）2月1日 - 八幡市、戸畑市、小倉市、若松市、門司市の5市が合併し、北九州市が発足。八幡市大字折尾は北九州市八幡区大字折尾となる。
- 1963年（昭和38年）4月1日 - 北九州市が政令指定都市に指定され、八幡区、戸畑区、小倉区、若松区、門司区の5区を設置。北九州市八幡区大字折尾は北九州市八幡区大字折尾となる。
- 1973年（昭和48年）6月1日 - 大字折尾の一部が折尾一丁目，光明一丁目 - 二丁目，友田一丁目 - 三丁目，中須一丁目 - 二丁目，丸尾町になる[1]。
- 1974年（昭和49年）4月1日 - 八幡区が八幡西区と八幡東区に分かれ、北九州市八幡西区大字折尾となる[2]。
- 1974年（昭和49年）6月1日 - 大字折尾の一部が折尾二丁目 - 五丁目，北鷹見町，南鷹見町，東筑一丁目 - 二丁目，長崎町，西折尾町，東折尾町，則松一丁目 - 二丁目，堀川町になる[3]。
- 1977年（昭和52年）6月1日 - 大字折尾の一部が大膳一丁目 - 二丁目，則松三丁目，則松六丁目，美吉野町になる[4]。
- 1980年（昭和55年）6月1日 - 大字折尾の一部が自由ケ丘，日吉台一丁目 - 三丁目になる[5]。大字折尾の一部が西折尾町に編入する[5]。
- 1982年（昭和57年）6月1日 - 大字折尾の一部が本城東一丁目になる[6]。
- 1985年（昭和60年）6月1日 - 大字折尾の一部が本城東六丁目になる[7]。
- 1991年（平成3年）6月1日 - 大字折尾の一部が松寿山一丁目，松寿山三丁目になる[8]。
- 1994年（平成6年）6月1日 - 大字折尾の一部が大膳一丁目 - 二丁目に編入する[9]。
- 1995年（平成7年）6月1日 - 大字折尾の一部が松寿山三丁目に編入する[10]。
- 1999年（平成11年）6月1日 - 大字折尾の一部がさつき台一丁目になる[11]。
- 2001年（平成13年）6月1日 - 大字折尾の全部がさつき台二丁目になる[12]。以上をもって大字折尾は消滅。